# Morski Klub Sportowy Pogoń Szczecin 2018-2019
Questa voce raccoglie le informazioni riguardanti il Pogoń Szczecin nelle competizioni ufficiali della stagione 2018-2019.

## Rosa
Rosa aggiornata al 3 ottobre 2018
| N. |                     | Ruolo | Calciatore       |
| -- | ------------------- | ----- | ---------------- |
| 1  | Polonia (bandiera)  | P     | Łukasz Załuska   |
| 2  | Romania (bandiera)  | D     | Cornel Râpă      |
| 3  | Polonia (bandiera)  | D     | Jarosław Fojut   |
| 4  | Polonia (bandiera)  | C     | Jakub Piotrowski |
| 6  | Polonia (bandiera)  | C     | Rafał Murawski   |
| 7  | Ungheria (bandiera) | C     | Ádám Gyurcsó     |
| 8  | Georgia (bandiera)  | C     | Mate Tsintsadze  |
| 9  | Polonia (bandiera)  | D     | Adam Frączczak   |
| 10 | Polonia (bandiera)  | C     | Dawid Kort       |
| 11 | Bulgaria (bandiera) | A     | Spas Delev       |
| 13 | Polonia (bandiera)  | C     | Patryk Paczuk    |
| 14 | Polonia (bandiera)  | C     | Kamil Drygas     |
| 15 | Polonia (bandiera)  | D     | Hubert Matynia   |
| 19 | Polonia (bandiera)  | C     | Michał Żyro      |
| 20 | Polonia (bandiera)  | C     | Tomasz Holota    |
| 21 | Polonia (bandiera)  | D     | Sebastian Rudol  |

| N. |                      | Ruolo | Calciatore          |
| -- | -------------------- | ----- | ------------------- |
| 24 | Polonia (bandiera)   | D     | David Niepsuj       |
| 25 | Polonia (bandiera)   | C     | Jędrzej Kujawa      |
| 28 | Polonia (bandiera)   | C     | Dawid Zielinski     |
| 29 | Polonia (bandiera)   | A     | Marcin Listkowski   |
| 33 | Polonia (bandiera)   | P     | Adrian Henger       |
| 39 | Giappone (bandiera)  | C     | Jin Izumisawa       |
| 54 | Polonia (bandiera)   | D     | Patryk Adamczuk     |
| 55 | Polonia (bandiera)   | C     | Sebastian Kowalczyk |
| 56 | Polonia (bandiera)   | D     | Jakub Kuzko         |
| 57 | Polonia (bandiera)   | C     | Mateusz Bochnak     |
| 71 | Polonia (bandiera)   | C     | Dariusz Formella    |
| 77 | Sudafrica (bandiera) | D     | Ricardo Nunes       |
| 93 | Polonia (bandiera)   | A     | Łukasz Zwoliński    |
|    | Polonia (bandiera)   | P     | Bartosz Piotrowski  |
|    | Polonia (bandiera)   | P     | Jakub Bursztyn      |
|    | Polonia (bandiera)   | A     | Jakub Okuszko       |